# Географија Уганде
Уганда се налази у источној Африци, западно од Кеније, јужно од Јужног Судана, источно од Демократске Републике Конго и северно од Руанде и Танзаније. Већи део њене границе је обала језера. Уганда нема излаз на море, али је плодна и богата водом која се састоји од многих језера и река, укључујући највеће језеро Викторија. Земља се налази у срцу региона Великих језера и окружена је са три језера, Едвардовим језером и Албертовим језером и Викторијиним језером.
Клима је тропска и углавном је кишна са две сушне сезоне (од децембра до фебруара, од јуна до августа). Североисток земље је са полусушном-степском климом. Терен Уганде се углавном састоји од висоравни окружених рубом планина укључујући планински ланац Рувензори. Значајни национални паркови укључују Бвинди, планине Рувензори, Кибале и Национални парк Мгахинга. 
Изолована брда су уобичајене карактеристике у географији Уганде. Обично су гранита, понекад од гнајса, а никада од амфиболита или вулканских стена.  Избочена кварцитна брда имају тенденцију да формирају гребене, а не "права изолована брда".

## Статистика
Површина: укупно: 241.551 km²земљиште: 200.523 km²вода: 41.028 km²
Границе: укупно: 2.729 кмграничне земље: Демократска Република Конго 877 км, Кенија 814 км, Јужни Судан 475 км, Танзанија 391 км, Руанда 172 км
Екстреми надморске висине:најнижа тачка: 614 м Алберт Нил на граници са Јужним Суданом највиша тачка: 5.111 м  Врх Маргерита на планини Стенли.
Природни ресурси:бакар, кобалт, хидроенергија, кречњак, со, обрадиве површине, злато 
Коришћење земљишта: (2012) обрадиво земљиште: 69.000 km², 34,41%трајни усеви: 22.500 km², 11,22%шумски покривач: 28.100 km²,14,01%остало: 80.931 km², 40,36%
Наводњавано земљиште: (2012) 140 km²
Укупни обновљиви водни ресурси: 66 км³ (2011)  или 60 км³ (2012) 
Животна средина – актуелна питања:исушивање мочвара за пољопривредну употребу, крчење шума, прекомерна испаша, ерозија земљишта, зараза воденим зумбулима у језеру Викторија, распрострањен криволов 
Животна средина – међународни уговори:потписница:
- Конвенција о Међународној поморској организацији
- Конвенција о заштити светске културне и природне баштине
- Споразум о очувању афричко-евроазијских миграторних водених птица
- Оквирна конвенција Уједињених нација о климатским променама
- Бечка конвенција о заштити озонског омотача
- Протокол из Кјота уз Оквирну конвенцију Уједињених нација о климатским променама
- Конвенција о међународној трговини угроженим врстама дивље фауне и флоре
- Базелска конвенција о контроли прекограничног кретања опасног отпада и њиховог одлагања
- Конвенција Уједињених нација о праву мора
- Конвенција о биолошкој разноврсности
- Конвенција Уједињених нација за борбу против дезертификације у оним земљама које доживљавају озбиљну сушу и/или пустињу, посебно у Африци
- Међународна конвенција о заштити биља
- Конвенција о мочварама од међународног значаја, посебно као станишту водених птица

потписана, али нератификована:
- Конвенција о забрани војне или било које друге непријатељске употребе техника модификације животне средине

Географија – напомена: Уганда је једна од шест афричких држава које се налазе на екватору. Већи део Уганде је северно од екватора.

## Географија становништва
Густина насељености Уганде је 229/км2.  Најнасељенији градови Уганде налазе се у централним и источним регионима земље.
Кампала је најнасељенији град Уганде, уједно и њена национална и комерцијална престоница. Његова популација је око 3.652.000 од 2022. са повећањем од 5,24% у односу на 2021. 

## Клима
Уганда има топлу тропску климу са температурама у просеку између 25–29 °C (77–84°Ф). Месеци од децембра до фебруара су најтоплији, али чак и током ове сезоне вечери могу бити хладне са температурама у распону од 17–18 °C (63–64°Ф). 
Уганда има годишње падавине од 1.000 мм до 1.500 мм. Кишне сезоне су од марта до маја и од септембра до новембра. Током ових месеци, јаке кише могу отежати пролазак путевима и теренима. Период од јануара до фебруара и поново од јуна до августа су суви. 
| Клима Kampala                                                                       | Клима Kampala | Клима Kampala | Клима Kampala | Клима Kampala | Клима Kampala | Клима Kampala | Клима Kampala | Клима Kampala | Клима Kampala | Клима Kampala | Клима Kampala | Клима Kampala | Клима Kampala    |
| Показатељ \ Месец                                                                   | .Јан.         | .Феб.         | .Мар.         | .Апр.         | .Мај.         | .Јун.         | .Јул.         | .Авг.         | .Сеп.         | .Окт.         | .Нов.         | .Дец.         | .Год.            |
| ----------------------------------------------------------------------------------- | ------------- | ------------- | ------------- | ------------- | ------------- | ------------- | ------------- | ------------- | ------------- | ------------- | ------------- | ------------- | ---------------- |
| Апсолутни максимум, °C (°F)                                                         | 33 (91)       | 36 (97)       | 33 (91)       | 33 (91)       | 29 (84)       | 29 (84)       | 29 (84)       | 29 (84)       | 31 (88)       | 32 (90)       | 32 (90)       | 32 (90)       | 36 (97)          |
| Максимум, °C (°F)                                                                   | 28,6 (83,5)   | 29,3 (84,7)   | 28,7 (83,7)   | 27,7 (81,9)   | 27,3 (81,1)   | 27,1 (80,8)   | 26,9 (80,4)   | 27,2 (81)     | 27,9 (82,2)   | 27,7 (81,9)   | 27,4 (81,3)   | 27,9 (82,2)   | 27,8 (82)        |
| Просек, °C (°F)                                                                     | 23,2 (73,8)   | 23,7 (74,7)   | 23,4 (74,1)   | 22,9 (73,2)   | 22,6 (72,7)   | 22,4 (72,3)   | 22,0 (71,6)   | 22,2 (72)     | 22,6 (72,7)   | 22,6 (72,7)   | 22,5 (72,5)   | 22,7 (72,9)   | 22,73 (72,93)    |
| Минимум, °C (°F)                                                                    | 17,7 (63,9)   | 18,0 (64,4)   | 18,1 (64,6)   | 18,0 (64,4)   | 17,9 (64,2)   | 17,6 (63,7)   | 17,1 (62,8)   | 17,1 (62,8)   | 17,2 (63)     | 17,4 (63,3)   | 17,5 (63,5)   | 17,5 (63,5)   | 17,6 (63,7)      |
| Апсолутни минимум, °C (°F)                                                          | 12 (54)       | 14 (57)       | 13 (55)       | 14 (57)       | 15 (59)       | 12 (54)       | 12 (54)       | 12 (54)       | 13 (55)       | 13 (55)       | 14 (57)       | 12 (54)       | 12 (54)          |
| Количина кише, mm (in)                                                              | 68,4 (2,693)  | 63,0 (2,48)   | 131,5 (5,177) | 169,3 (6,665) | 117,5 (4,626) | 69,2 (2,724)  | 63,1 (2,484)  | 95,7 (3,768)  | 108,4 (4,268) | 138,0 (5,433) | 148,7 (5,854) | 91,5 (3,602)  | 1.264,3 (49,774) |
| Дани са кишом (≥ 1.0 mm)                                                            | 4,8           | 5,1           | 9,5           | 12,2          | 10,9          | 6,3           | 4,7           | 6,7           | 8,6           | 9,1           | 8,4           | 7,4           | 93,7             |
| Релативна влажност, %                                                               | 66            | 68,5          | 73            | 78,5          | 80,5          | 78,5          | 77,5          | 77,5          | 75,5          | 73,5          | 73            | 71,5          | 74,5             |
| Сунчани сати — месечни просек                                                       | 155           | 170           | 155           | 120           | 124           | 180           | 186           | 155           | 150           | 155           | 150           | 124           | 1.824            |
| Извор #1: World Meteorological Organization, Climate-Data.org for mean temperatures |               |               |               |               |               |               |               |               |               |               |               |               |                  |
| Извор #2: BBC Weather                                                               |               |               |               |               |               |               |               |               |               |               |               |               |                  |

### Климатске промене
Ефекти климатских промена у Уганди су све озбиљнији, утичући на животе грађана те земље и њено окружење. То је довело до екстремних временских појава као што су непредвидиве, продужене суше и падавине. Клима Уганде је углавном тропска са редовним падавинама и сунчаним периодима. Због климатских промена, годишња доба су се променила, при чему је кишна сезона постала све променљивија по дужини, а суше све присутније, посебно у источној и североисточној Уганди. Климатски трендови имају потенцијал да утичу на развој Уганде, због рањивости разноликог окружења Уганде.